# Heritage New Zealand
Il New Zealand Historic Places Trust è un'associazione non profit cioè senza scopo di lucro che sostiene la protezione delle costruzioni di eredità storica della Nuova Zelanda. È stata creata con la Legge Storica del 1954 (la Historic Places Act 1954), con la missione di promuovere l'identificazione, la protezione, la preservazione e la conservazione dell'eredità storica e culturale della Nuova Zelanda.
È gestito dalla Board of Trustees (che attualmente è presieduto dalla Dama Commendatore Anne Salmond) e dalla Maori Heritage Council. La Historic Places Trust è situata nella Antrim House, a Wellington, mentre gli uffici di zona e regionali sono individuati in Kerikeri, Auckland, Tauranga, Wellington, Christchurch e Dunedin.
Viene pubblicata la rivista trimestrale New Zealand Heritage.

## Il registro
Il registro dei posti storici è diviso in quattro zone principali:
- Historic Places
- Historic Areas
- Wahi Tapu (Luogo sacro dei Māori)
- Wahi Tapu Areas

I posti storici sono organizzati in due categorie:
- Categoria I  - "...posti di importanza o di valore particolare o eccezionale di eredità storica o culturale"
- Categoria II - "... posti di importanza o di valore di eredità storica o culturale"

Attualmente sono registrati 908 di Categoria I e 4348 di Categoria II.

## Elenco Categoria I
Data la lunga lista viene inserito un monumento per città e distretto e tra parentesi il numero di quanti ne risultano iscritti:
- Church of the Holy Name, iscritto il 5 settembre 1985[1] - Distretto di Ashburton (4)
- Acacia Cottage, iscritto il 15 febbraio 1990[2] - Auckland (Città) (111)
- French Farm House, iscritto il 22 giugno 2007[3] - Distretto di Banks Peninsula (21)
- Denniston, iscritto il 15 febbraio 2008[4] - Distretto di Buller (6)
- Sayer's Slab Whare, iscritto il 30 giugno 1998[5] - Distretto di Carterton (3)
- Coles Joinery Factory, iscritto il 1º settembre 1983[6] - Distretto di Central Hawke's Bay (6)
- Daniel O'Connell Bridge, iscritto il 28 giugno 1984[7] - Distretto di Central Otago (17)

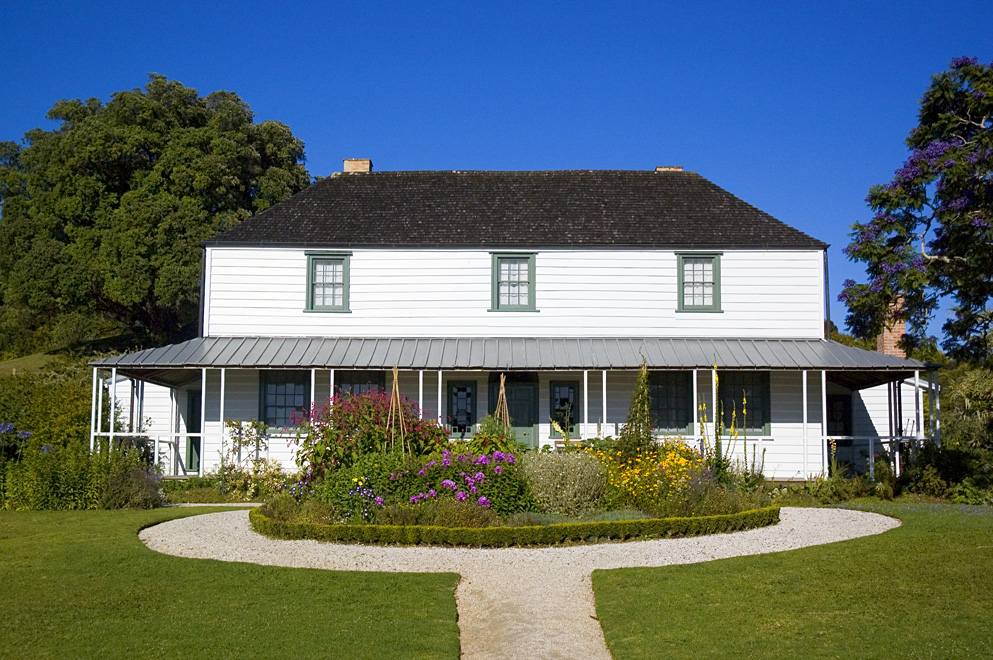
Mission House

- Solomon Homestead, iscritto il 21 novembre 1981[8] - Isole Chatham (4)
- Addington Water Tower, iscritto il 25 giugno 1992[9] - Christchurch (Città) (78)
- St Patricks Church School and Hall, iscritto il 29 settembre 2006[10] - Distretto di Clutha (8)
- Dental School, iscritto il 24 giugno 2005[11] - Dunedin (Città) (101)
- Mission House, iscritto il 23 giugno 1983[12] - Distretto di Far North (25)
- Stone Store, iscritto il 23 giugno 1983[13] - Distretto di Far North
- Te Waimate Mission House, iscritto il 23 giugno 1983[14]  - Distretto di Far North
- Pioneer Gun Turret and War Memorial, iscritto il 24 marzo 2006[15] - Distretto di Franklin (2)
- Acton House and Garden, iscritto il 14 luglio 1995[16] - Distretto di Gisborne (8)
- Fleming's Creamoata Mill, iscritto il 15 settembre 2000[17] - Distretto di Gore (1)
- Brunner Industrial Site, iscritto il 28 giugno 1990[18] - Distretto di Grey (12)
- Bank of New Zealand, iscritto il 19 marzo 1987[19] - Hamilton (Città) (7)
- Buck House, iscritto il 23 settembre 2005[20] - Distretto di Hastings (20)
- Crown Battery Site Ruins, iscritto il 15 febbraio 1990[21] - Distretto di Hauraki (7)
- Shannon Railway Station, iscritto il 25 settembre 1986[22] - Distretto di Horowhenua (1)

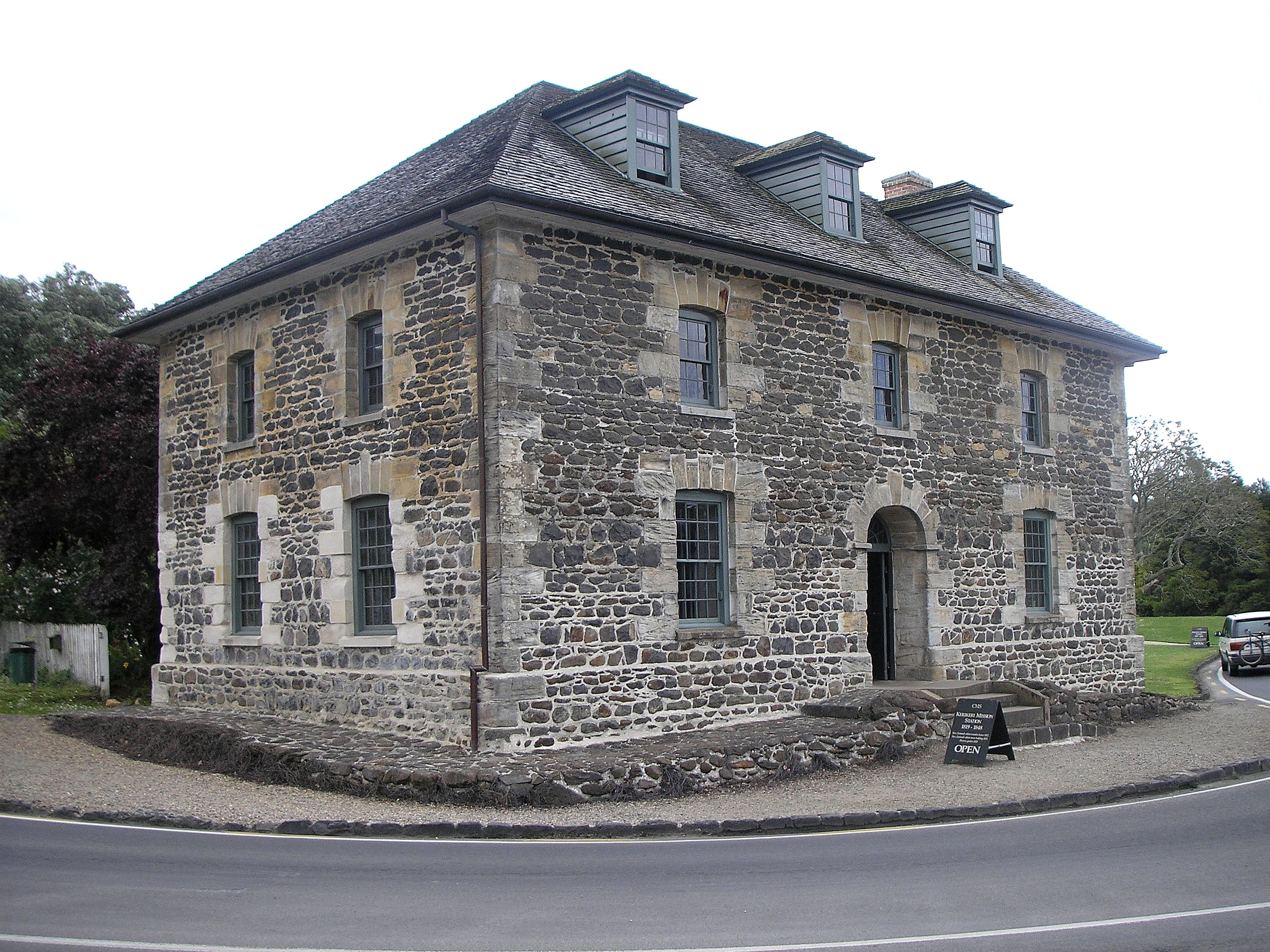
Stone store

- Church of the Passion, iscritto il 5 settembre 1985[23] - Distretto di Hurunui (11)
- Lower Hutt Railway Station, iscritto il 25 settembre 1986[24] - Lower Hutt (Città) (10)
- Anderson Park Art Gallery, iscritto il 22 novembre 1984[25] - Invercargill (Città) (14)
- Fyffe House, iscritto il 15 febbraio 1990[26] - Distretto di Kaikoura (1)
- Matakohe School, iscritto il 28 giugno 1990[27] - Distretto di Kaipara (4)
- Otaki Children's Health Camp Rotunda, iscritto il 25 settembre 1986[28] - Distretto di Kapiti Coast (7)
- St David's Pioneer Memorial Church, iscritto il 28 giugno 1984[29] - Distretto di Mackenzie (3)
- Pukemarama Homestead, iscritto il 15 febbraio 1990[30] - Distretto di Manawatu (3)
- Old All Saints Church, iscritto il 7 aprile 1983[31] - Manukau (Città) (4)
- Edwin Fox Hull & Anchor Windlass, iscritto il 9 dicembre 1999[32] - Distretto di Marlborough (10)
- Annedale Station Woolshed, iscritto il 16 novembre 1989[33] - Distretto di Masterton (7)
- Grand Tavern, iscritto il 28 giugno 1990[34] - Distretto di Matamata-Piako (7)
- Ormond Chapel, iscritto il 28 giugno 1990[35] - Napier (Città) (16)
- All Saint's Church, iscritto il 6 settembre 1984[36] - Nelson (Città) (19)
- Hurworth (dwelling), iscritto il 23 giugno 1983[37] - Distretto di New Plymouth (10)
- Frank Sargeson House, iscritto il 25 giugno 2004[38] - North Shore (Città) (5)
- Hiona St Stephen's Church, iscritto il 18 maggio 1989[39] - Distretto di Opotiki (4)

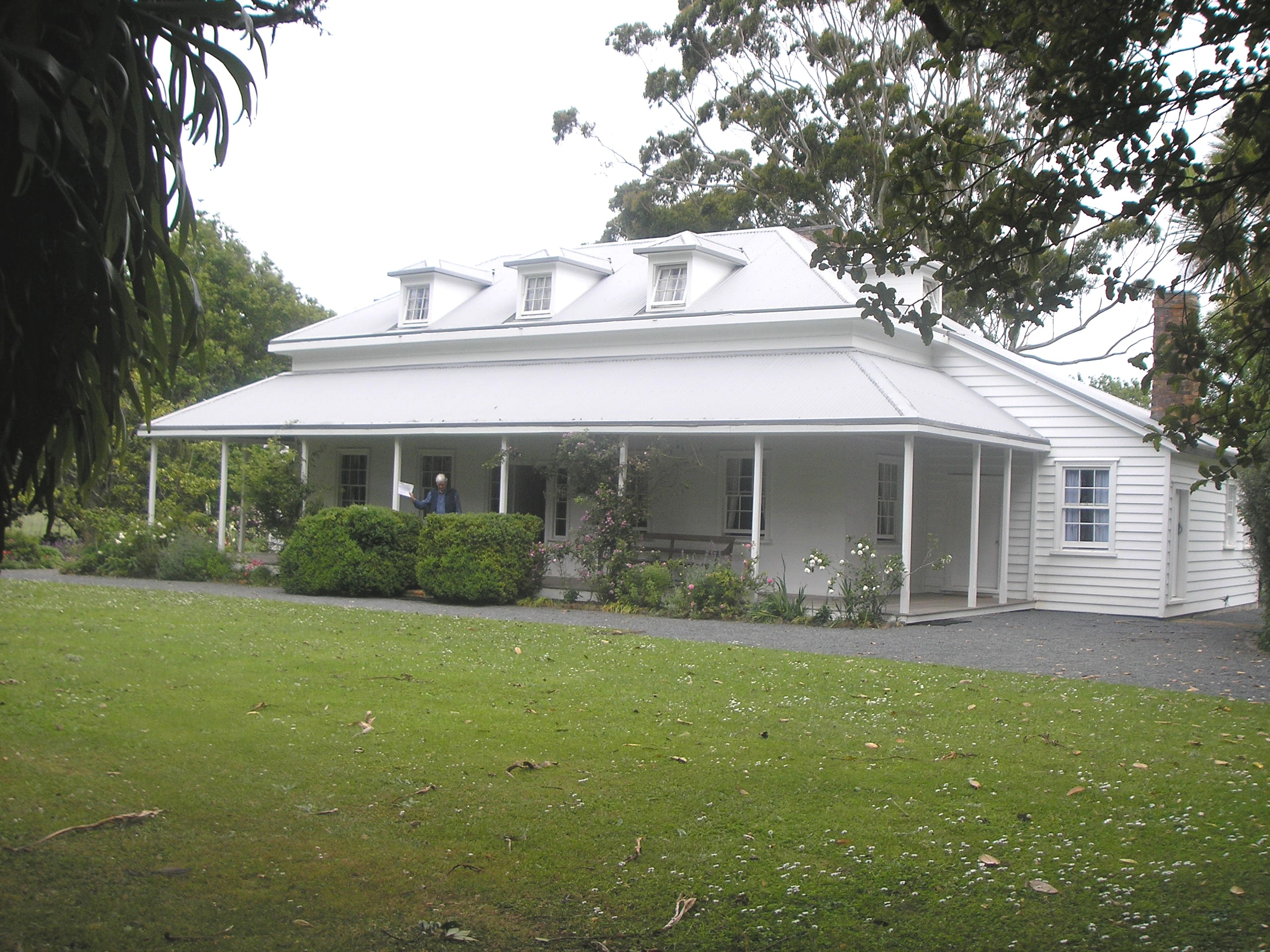
Te Waimate Mission House

- Caccia-Birch, iscritto il 24 novembre 1983[40] - Palmerston North (Città) (8)
- St Joseph's Church, iscritto il 2 luglio 1982[41] - Porirua (Città) (5)
- Ah Lums Store, iscritto il 26 novembre 1987[42] - Distretto di Queenstown (12)
- Hunterville Post Office, iscritto il 28 giugno 1990[43] - Distretto del Rangitikei (15)
- Cement Works Ruin, iscritto il 23 giugno 1983[44] - Distretto di Rodney (8)
- Blue Baths, iscritto il 25 giugno 1992[45] - Distretto di Rotorua (3)
- Hapuawhenua Viaduct, iscritto il 27 ottobre 1995[46] - Distretto del Ruapehu (11)
- Homebush Station Woolshed, iscritto il 5 settembre 1985[47] - Distretto di Selwyn (10)
- Concrete Water Tower, iscritto il 21 settembre 1989[48] - Distretto di South Taranaki (3)
- Arapuni Powerhouse, iscritto il 26 novembre 1987[49] - Distretto di South Waikato (2)
- Anzac & Kiwi Halls, iscritto il 2 luglio 1987[50] - Distretto di South Wairarapa (4)
- Ackers Cottage, iscritto il 26 novembre 1987[51] - Distretto di Southland (13)
- Downdraught Kiln, iscritto il 27 giugno 1985[52] - Distretto di Stratford (1)
- Brew Tower, iscritto il 21 settembre 1989[53] - Distretto di Tararua (2)
- Belgrove Railway Windmill, iscritto il 28 giugno 1990[54] - Distretto di Tasman (11)
- Tauranga Bond Store, iscritto il 4 aprile 2008[55] - Tauranga (Città) (3)
- Kopu Bridge, iscritto il 13 dicembre 1990[56] - Distretto di Thames-Coromandel (11)
- Basilica of the Sacred Heart (Cattolica), iscritto il 2 aprile 1985[57] - Distretto di Timaru (14)
- Woodhill, iscritto il 25 settembre 1986[58] - Upper Hutt (Città) (4)
- Woodlands, iscritto il 24 novembre 1983[59] - Distretto di Waikato (8)
- St Bartholomew's Church (Anglicana), iscritto il 27 giugno 1985[60] - Distretto del Waimakariri (8)
- St Augustine's Church Belltower, iscritto il 5 settembre 1985[61] - Distretto di Waimate (11)
- Band Rotunda, iscritto il 14 febbraio 1991[62] - Distretto di Waipa (7)
- Mohaka Viaduct, iscritto il 28 giugno 1990[63] - Distretto di Wairoa (1)
- Clark House, iscritto il 28 giugno 1990[64] - Waitakere (Città) (1)
- Clark's Flourmill, iscritto il 26 novembre 1981[65] - Distretto del Waitaki (35)
- Waiteti Viaduct, iscritto il 15 febbraio 1990[66] - Distretto di Waitomo (2)
- Bushy Park Homestead, iscritto il 22 novembre 1984[67] - Distretto di Whanganui (16)
- Alington House, iscritto il 22 giugno 2007[68] - Wellington (Città) (95)
- Arahura Combined Road & Rail Bridge, iscritto il 28 giugno 1990[69] - Distretto di Westland (11)
- Kensington Park Grandstand, iscritto il 28 giugno 1990[70] - Distretto di Whangarei (1)

## Elenco Categoria II
Data la lunga lista viene inserito un monumento per città e distretto e tra parentesi il numero di quanti ne risultano iscritti:
- Historical Soc & Museum Building, iscritto il 26 novembre 1981[71] - Distretto di Ashburton (40)
- Bayreuth, iscritto il 22 giugno 2007[72] - Auckland (Città) (227)
- Aylmer House, iscritto il 23 giugno 1983[73] - Distretto di Banks Peninsula (105)
- War Memorial Obelisk, iscritto il 21 settembre 1989[74] - Distretto di Buller (30)
- St Mark's Church, iscritto il 23 giugno 1983[75] - Distretto di Carterton (9)
- St Peter's Lytchgate, iscritto il 27 novembre 1986[76] - Distretto di Central Hawke's Bay (60)
- Bannockburn Presbyterian Church, iscritto il 22 giugno 2007[77] - Distretto di Central Otago (52)
- Whaler's Cottage, iscritto il 22 agosto 1991[78] - Isole Chatham (7)
- Antigua Boat Sheds, iscritto il 10 settembre 2004[79] - Christchurch (Città) (236)
- Lawrence Presbyterian Church, iscritto il 2 aprile 2004[80] - Distretto di Clutha (52)
- Cargills Castle, iscritto il 14 aprile 2005[81] - Dunedin (Città) (244)
- Boarding House, iscritto il 25 novembre 1982[82] - Distretto di Far North (301)
- Kentish Hotel, iscritto il 7 aprile 1983[83] - Distretto di Franklin (9)
- Gisborne Club, iscritto il 24 marzo 2006[84] - Distretto di Gisborne (244)
- Mataura Railway Station, iscritto il 25 ottobre 1996[85] - Distretto di Gore (3)
- Regent Theatre, iscritto il 25 giugno 2004[86] - Distretto di Grey (19)
- St Mary's Convent Chapel, iscritto il 25 febbraio 1993[87] - Hamilton (Città) (28)
- Cenotaph, iscritto il 14 aprile 2005[88] - Distretto di Hastings (45)
- Band Rotunda, iscritto il 7 aprile 1983[89] - Distretto di Hauraki (19)
- Manakau War Memorial, iscritto il 5 settembre 1985[90] - Distretto di Horowhenua (42)
- Watter's Cob Cottage, iscritto il 6 settembre 1984[91] - Distretto di Hurunui (42)
- Balgownie (Dwelling), iscritto il 5 settembre 1985[92] - Lower Hutt (Città) (39)
- Central Methodist Church, iscritto il 24 novembre 1983[93] - Invercargill (Città) (55)
- Collins' Bakery Complex, iscritto il 15 dicembre 2006[94] - Distretto di Kaikoura (10)
- All Saints' Church, iscritto il 30 giugno 2006[95] - Distretto di Kaipara (73)
- Arapawaiti (Dwelling), iscritto il 29 novembre 1985[96] - Distretto di Kapiti Coast (23)
- Burnett Homestead Gates, iscritto il 25 giugno 2004[97] - Distretto di Mackenzie (26)
- Broxt Cottage, iscritto il 29 settembre 2006[98] - Distretto di Manawatu (38)
- Willowbank Cottage, iscritto il 21 marzo 1991[99] - Manukau (Città) (37)
- Catholic Family Home, iscritto il 25 novembre 1982[100] - Distretto di Marlborough (83)
- National Bank Building, iscritto il 13 febbraio 1997[101] - Distretto di Masterton (19)
- Band Rotunda, iscritto l'11 dicembre 2003[102] - Distretto di Matamata-Piako (40)
- Hawkes Bay Chambers, iscritto il 27 novembre 1986[103] - Napier (Città) (61)
- Bishop's School, iscritto il 25 novembre 1982[104] - Nelson (Città) (129)
- Bates House, iscritto il 3 marzo 1995[105] - Distretto di New Plymouth (63)
- Alison Clock, iscritto il 30 giugno 2006[106] - North Shore (Città) (13)
- Agassiz House, iscritto il 24 giugno 2005[107] - Distretto di Opotiki (12)
- World War 1 Memorial, iscritto il 5 settembre 1985[108] - Distretto di Otorohanga (13)
- United Manawatu Lodge, iscritto il 24 aprile 1997[109] - Palmerston North (Città) (32)
- Christ Church, iscritto il 7 aprile 1983[110] - Distretto di Papakura (5)
- Gear Homestead Okiwi, iscritto il 23 giugno 1983[111] - Porirua (Città) (51)
- Chinatown, iscritto il 14 giugno 1985[112] - Distretto di Queenstown (69)
- Abraham & Williams Building, iscritto il 2 luglio 1982[113] - Distretto del Rangitikei (42)
- St Andrew's Church, iscritto il 25 novembre 1982[114] - Distretto di Rodney (43)
- Gardener's Cottage, iscritto il 7 aprile 1983[115] - Distretto di Rotorua (11)
- Anderson House, iscritto l'11 dicembre 2003[116] - Distretto del Ruapehu (17)
- All Saints' Garrison Church, iscritto il 23 giugno 1983[117]  - Distretto di Selwyn (30)
- Memorial Obelisk (1890), iscritto il 1º settembre 1983[118] - Distretto di South Taranaki (57)
- Skimming Factory, iscritto il 5 settembre 1985[119] - Distretto di South Waikato (23)
- Burt's House and Store, iscritto il 23 giugno 1983[120] - Distretto di South Wairarapa (43)
- Port Craig School, iscritto il 25 ottobre 1996[121] - Distretto di Southland (12)
- Butcher's Shop, iscritto il 1º settembre 1983[122] - Distretto di Stratford (10)
- Arcadia Picture Theatre, iscritto il 10 settembre 2004[123] - Distretto di Tararua (34)
- Collingwood Courthouse, iscritto il 2 aprile 2004[124] - Distretto di Tasman (105)
- Magazine, iscritto il 2 aprile 2004[125] - Distretto di Taupo (3)
- Forresters Hall, iscritto il 10 settembre 1987[126] - Tauranga (Città) (18)
- Queen Victoria Monument, iscritto il 19 marzo 1986[127] - Distretto di Thames-Coromandel (159)
- Aigantighe Art Gallery, iscritto il 23 giugno 1983[128] - Distretto di Timaru (108)
- Golder's House, iscritto il 12 dicembre 1991[129] - Upper Hutt (Città) (7)
- Doctor's House, iscritto il 5 settembre 1985[130] - Distretto di Waikato (35)
- Church of St John the Baptist (Anglicana), iscritto il 23 giugno 1983[131] - Distretto del Waimakariri (80)
- Lychgate, St Augustine's Church, iscritto l'11 dicembre 2003[132] - Distretto del Waimakariri (13)
- Major Jackson's House, iscritto il 5 settembre 1985[133] - Distretto di Waipa (58)
- County Chambers, iscritto il 7 aprile 1983[134] - Distretto di Wairoa (26)
- Railway Station and Platform, iscritto il 25 giugno 2004[135] - Waitakere (Città) (8)
- Anderson's Store, iscritto il 25 settembre 1986[136] - Distretto del Waitaki (149)
- Gardiner's Building, iscritto il 5 settembre 1985[137] - Distretto di Waitomo (14)
- Golden Gates, iscritto il 2 luglio 1982[138] - Distretto di Whanganui (70)
- Central Police Station, iscritto il 28 giugno 1984[139] - Wellington (città) (192)
- George Vesey Stewart Memorial, iscritto il 17 dicembre 1993[140] - Distretto di Western Bay of Plenty (99)
- Fox Glacier Hotel, iscritto il 21 settembre 1989[141] - Distretto di Westland (22)
- Awaroa Homestead, iscritto il 7 aprile 1983[142] - Distretto di Whakatane (90)
- Douglas Stone Barn, iscritto il 6 settembre 1984[143] - Distretto di Whangarei (71)